# Fernando Iglesias I
Fernando Manuel Iglesias (San Pedro, Provincia de Buenos Aires, 22 de octubre de 1962) es un piloto argentino de automovilismo de velocidad. Reconocido a nivel nacional por su participación dentro del campeonato argentino de Turismo Carretera, donde se desempeñó entre los años 1991 y 2007, compitiendo con unidades de la marca Chevrolet y Ford y conquistando un único triunfo en toda su trayectoria, el 5 de junio de 1994 en el Autódromo Ciudad de Rafaela, lo que lo hizo ingresar como el ganador nº 158 del historial de pilotos ganadores del TC.
Se inició en el automovilismo compitiendo en la categoría zonal TC Bonaerense, donde debutó en 1986 y se proclamó campeón en 1990, al comando de una coupé Chevrolet Master. Tras su retiro de la competición del TC, en 2010 incursionó en el TC Zonal, donde al comando de un vehículo impulsado con un motor Chevrolet se llevó el subcampeonato de ese año y finalmente se proclamaría campeón en 2011. Tras la obtención de este título, continuaría compitiendo en esta categoría, acompañando también el desarrollo deportivo de sus hijos Juan Manuel Iglesias y Fernando Manuel Iglesias.

## Trayectoria
| Años    | Categoría                              | Automóvil          |
| ------- | -------------------------------------- | ------------------ |
| 1986    | Debut en TC Bonaerense                 | Chevrolet Master   |
| 1987    | TC Bonaerense                          | Chevrolet Master   |
| 1988    | TC Bonaerense                          | Chevrolet Master   |
| 1989    | TC Bonaerense                          | Chevrolet Master   |
| 1990    | Campeón de TC Bonaerense               | Chevrolet Master   |
| 1991    | Debut en Turismo Carretera, 4 carreras | Chevrolet Chevy    |
| 1992    | Turismo Carretera                      | Chevrolet Chevy    |
| 1993    | Turismo Carretera                      | Chevrolet Chevy    |
| 1994    | Turismo Carretera                      | Chevrolet Chevy    |
| 1995    | Turismo Carretera                      | Chevrolet Chevy    |
| 1996    | Turismo Carretera                      | Chevrolet Chevy    |
| 1997    | Turismo Carretera                      | Chevrolet Chevy    |
| 1997    | Top Race                               | Alfa Romeo 155     |
| 1998    | Turismo Carretera                      | Chevrolet Chevy    |
| 1998    | Top Race                               | Alfa Romeo 155     |
| 1999    | Turismo Carretera                      | Chevrolet Chevy    |
| 1999    | Turismo Carretera                      | Ford Falcon        |
| 2000    | Turismo Carretera                      | Ford Falcon        |
| 2001    | Turismo Carretera                      | Ford Falcon        |
| 2001    | Gran Turismo Americano                 | Chevrolet Corvette |
| 2002    | Turismo Carretera                      | Ford Falcon        |
| 2003    | Turismo Carretera                      | Ford Falcon        |
| 2003    | Turismo Carretera                      | Chevrolet Chevy    |
| 2004    | Turismo Carretera                      | Ford Falcon        |
| 2005    | Turismo Carretera                      | Ford Falcon        |
| 2006    | Turismo Carretera                      | Chevrolet Chevy    |
| 2007    | Turismo Carretera, 5 carreras          | Chevrolet Chevy    |
| Fuente: |                                        |                    |

## Palmarés
| Título  | Categoría     | Automóvil        | Año  |
| ------- | ------------- | ---------------- | ---- |
| Campeón | TC Bonaerense | Chevrolet Master | 1990 |

### Triunfo en el TC
| # | Fecha               | Carrera                     | Marca           | Equipo               |
| - | ------------------- | --------------------------- | --------------- | -------------------- |
| 1 | 05 de junio de 1994 | Autódromo Ciudad de Rafaela | Chevrolet Chevy | Iglesias Competición |